# Ching wa wong ji
Ching wa wong ji (青蛙王子) è un film del 1984 diretto da Jing Wong.
Conosciuto anche come Prince Charming.

## Trama
Il figlio di un ricco uomo d'affari di Hong Kong è in vacanza alle Hawaii.